# Armée libre d'Idlib
L'Armée libre d'Idlib  (arabe : جيش إدلب الحر, Jaych al-Idlib al-Hurr) est un groupe rebelle de la guerre civile syrienne, fondé en 2016.

## Histoire

### Fondation
L'Armée libre d'Idlib est formée le 19 septembre 2016 par la fusion de trois groupes de l'Armée syrienne libre : la 13e division, la Division du Nord et Liwa Suqour al-Jabal,,,. Comme ces groupes faisaient partie de la chambre d'opérations Fatah Halab, l'Armée libre d'Idlib l'intègre également.

### Dissolution
Le 28 mai 2018, l'Armée libre d'Idlib fusionne avec dix autres groupes de l'Armée syrienne libre pour former le Front national de libération.

## Organisation
L'Armée libre d'Idleb est placée sous le commandement du colonel Hassan Haj Ali (Liwa Suqour al-Jabal), du lieutenant-colonel Fares al-Bayoush (Division du Nord) et du colonel Ahmed al-Saoud (13e division). Un autre officier, le colonel Afif Sleiman assure quant à lui le commandement du conseil militaire. À sa fondation, le groupe revendique 6 000 soldats et 200 officiers,,.

## Zones d'opérations
Le groupe est basé dans le gouvernorat d'Idlib, mais il est également présent dans les gouvernorats de Lattaquié, Hama et Alep.

## Armement
Fin septembre 2016, le colonel Fares al-Bayoush déclare à l'agence Reuters que le groupe a reçu des missiles Grad de la part d'États étrangers.